# Some Kind of Trouble
Some Kind of Trouble(섬 카인드 오브 트러블)은 영국의 싱어송라이터 제임스 블런트의 세 번째 정규 음반이다. 2010년 11월 8일에 발매되었다. 2011년 12월 6일에는 Some Kind Of Trouble: Revisited라는 딜럭스반이 발매되었다.

## 차트 성적
| 차트 (2010년)            | 공급 | 최고순위 | 인증        | 판매량/출하량 |
| ------------------------ | ---- | -------- | ----------- | ------------- |
| 오스트레일리아 음반 차트 | ARIA | 5        | 플래티넘    | 70,000        |
| 유러피언 톱 100 음반     | IFPI | 2        | —           |               |
| 핀란드                   | IFPI | 9        | —           |               |
| 프랑스 디지털 음반 차트  | SNEP | 1        |             | 2,600         |
| 프랑스 음반 차트         | SNEP | 3        | 2x 플래티넘 | 200,000+      |
| 독일 음반 차트           | BVMI | 2        | 플래티넘    | 200,000       |
| 독일 다운로드 차트       | BVMI | 1        | 플래티넘    | 200,000       |
| 이탈리아                 | FIMI | 7        | 골드        | 30,000        |
| 폴란드 음반 차트         | OLiS | 14       | 골드        | 10,000        |
| 스위스 음반 차트         |      | 1        | 플래티넘    | 30,000        |
| 영국 음반 차트           | BPI  | 4        | 골드        | 100,000+      |
| 미국 빌보드 핫 200       | RIAA | 11       |             |               |

### 연말 차트
| 차트 (2010년)               | 최고 순위 |
| --------------------------- | --------- |
| 독일 음반 차트              | 28        |
| 영국 음반 차트              | 63        |
| 차트 (2011년)               | 최고 순위 |
| 오스트레일리아 음반 차트    | 52        |
| 오스트리아 음반 차트        | 58        |
| 벨기에 음반 차트 (Flanders) | 93        |
| 벨기에 음반 차트 (Wallonia) | 32        |
| 네덜란드 음반 차트          | 94        |
| 스위스 음반 차트            | 24        |